# Thomas Gunst
Thomas Gunst, född den 26 juli 1959 i Bad Dürkheim, Tyskland, är en västtysk landhockeyspelare.
Han tog OS-silver i herrarnas landhockeyturnering i samband med de olympiska landhockeytävlingarna 1984 i Los Angeles.